# إميليو لوبيز
إميليو لوبيز (بالإسبانية: Emilio López Navarro)‏ (10 مايو 1986 بغوادالاخارا في المكسيك - ) هو لاعب كرة قدم مكسيكي في مركز الوسط. لعب مع نادي سان لويس ونادي غوادالاخارا ودورادوس سينالوا وVenados F.C. ‏ ونادي كيريتارو.

## وصلات خارجية
- إميليو لوبيز على موقع الاتحاد الدولي (مؤرشف)  (الإنجليزية)
- إميليو لوبيز على موقع قاعدة بيانات كرة القدم.إي يو (الإنجليزية)
- إميليو لوبيز على موقع AS.com (الإسبانية)